# バウンドブルックの戦い
バウンドブルックの戦い（英: Battle of Bound Brook）は、アメリカ独立戦争中の1777年4月13日に、ニュージャージーのバウンドブルック前進基地にいた大陸軍に対してイギリス軍とドイツ人傭兵が急襲をかけたものである。イギリス軍は守備隊全員を捕獲することを目指していたがそれは適わなかった。しかし捕虜を多く捕まえることができ、大陸軍の指揮官ベンジャミン・リンカーン少将は大慌てで立ち去ったために文書や私物を置き去りにした。
4月12日夜、イギリス軍正規兵とドイツ人傭兵4,000名がチャールズ・コーンウォリス中将の指揮で、イギリス軍の強固な砦があったニューブランズウィックを進発した。戦闘が始まるまえに分遣隊1部隊以外の部隊がすべて前進基地を取り囲む所定の配置に就き、戦闘は翌朝夜明け頃にはじまった。戦闘の間に500名の守備隊は遮断されていなかった経路から逃げ出した。その日の午後に大陸軍の援軍が到着したが、イギリス軍は前進基地を略奪し、ニューブランズウィックへの帰途についた後だった。

## 背景
1776年12月のトレントンの戦いと明けて1777年1月のプリンストンの戦いの後、ジョージ・ワシントン将軍の大陸軍はモリスタウンで冬季宿営に入り、一方ウィリアム・ハウ中将のイギリス軍とドイツ人部隊はニューヨーク市とニュージャージーの北部で冬季宿営に入った。冬の間、ゲリラ戦のようなものが続き、パトリオット民兵隊が時には大陸軍の支援を得てイギリス軍やドイツ人傭兵の守る前進基地を襲い、食料やまぐさの調達に出たイギリス部隊を急襲した。これらの作戦のために使われた前進基地の一つが、イギリス軍のニュージャージーにおける主要宿営地であるニューブランズウィックからはラリタン川の上流にあるバウンドブルックの基地だった。この基地は、イギリス軍がラリタン川を渉ってモリスタウンの大陸軍主要宿営地を攻撃しようとした場合に通る可能性の高い3つの橋を警戒する任務が課されていた。

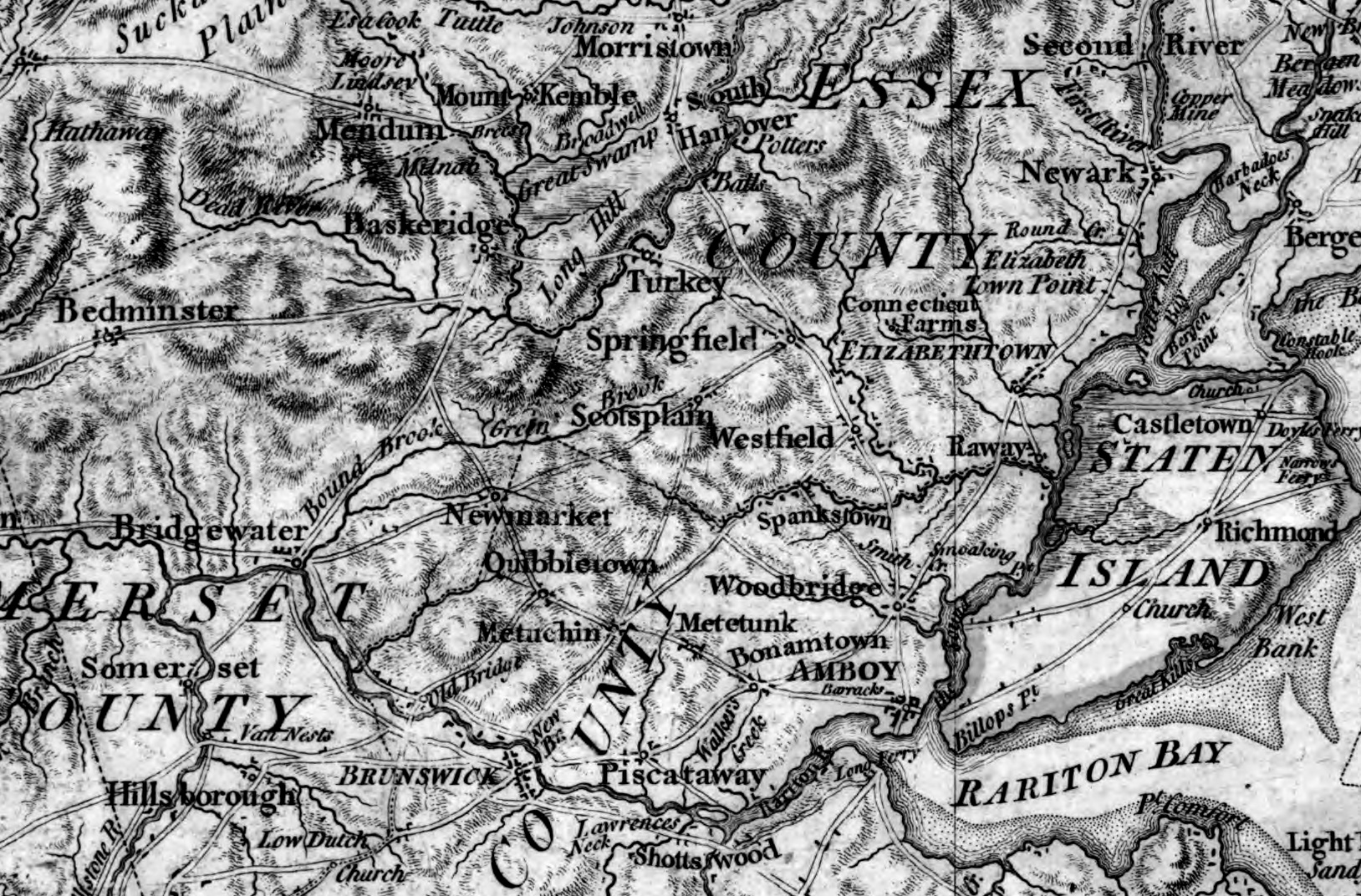
1777年の地域図、バウンドブルックは左下の"Bridgewater"と記された地点近くにある

1777年2月、バウンドブルック前進基地にはベンジャミン・リンカーン少将の下に1,000名の部隊がいたが、徴兵期限が切れる兵士がいたために、3月半ばには500名にまで減っていた。残っていた兵士はペンシルベニア第8連隊、大陸軍第4砲兵隊の1個中隊、および現在はペンシルベニア州北東部のワイオミング・バレーから来た独立系2個中隊で構成されていた。ワイオミング・バレーは当時コネチカットがウェストモアランド郡として領有主張していた地域だった。リンカーンはワシントン将軍に、その基地に多くの部隊を配置できないために「攻撃された場合に援軍を期待できないこと」や、急な出立が必要になった場合に備えて荷車を準備していることを伝えて、その突出した基地の位置づけに関する懸念を表明していた。ニュージャージーのイギリス軍を指揮していたチャールズ・コーンウォリス中将は打ち続く「ゲリラ戦」にうんざりしており、バウンドブルックの前進基地に対する報復攻撃を計画した。ドイツ人猟兵の士官ヨハン・エヴァルト大尉の証言では、コーンウォリスが2月に攻撃作戦を立てるように求めてきたが、その作戦はラリタン川を渉ることが必要だったために春を待たねば実行できなかった。4月12日夜、その作戦が実行に移された。

## 戦闘

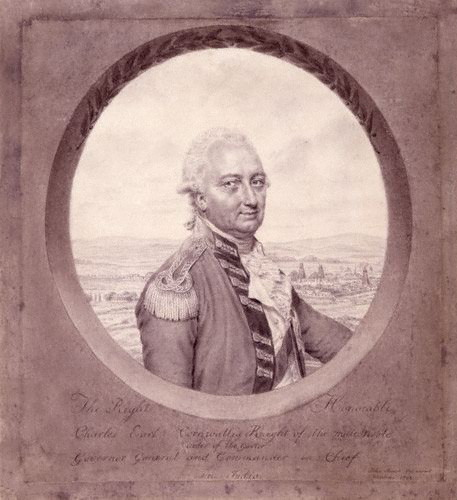
チャールズ・コーンウォリス中将、 1792年にジョン・スマートが描いた肖像画

コーンウォリスの総指揮の下に4,000名のイギリス兵とドイツ兵がニューブランズウィックから多方面の急襲を掛けるために進発した。右翼はジェイムズ・グラント少将の指揮でドイツ猟兵の部隊、イギリス近衛旅団の擲弾兵、およびイギリス軽竜騎兵の分遣隊で構成された。この部隊の大半はラリタン・ランディング（川のニューブランズウィックの対岸でバウンドブルック側の岸）から進んだが、軽歩兵2個中隊はさらに右手のバウンドブルックから大陸軍のモリスタウン宿営地に向かう主要道路を遮断するために進んだ。中央はドイツ士官カール・フォン・ドノープ大佐の指揮で、フォン・リンシングとミニゲローデの擲弾兵大隊で構成され、左翼はコーンウォリス自らが指揮して、イギリス軽歩兵2個大隊、擲弾兵第1大隊、および軽竜騎兵分遣隊で構成されていた。ドノープの部隊はラリタン川の右岸を進みバウンドブルックに繋がる橋の制圧を目指しており、コーンウォリスの部隊はバウンドブルックより上流で川を渉る遠回りの道を進み、その方向での退路を塞ごうとした。

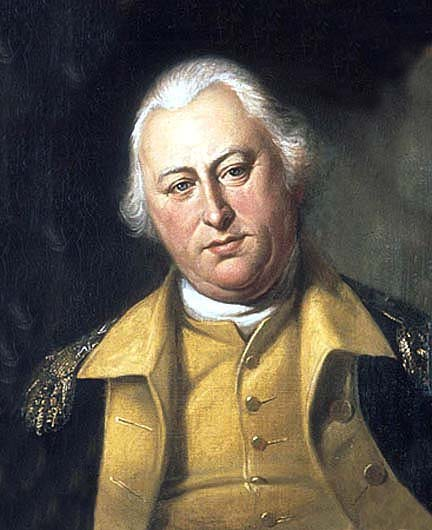
ベンジャミン・リンカーン少将、チャールズ・ウィルソン・ピール画

エヴァルトとその猟兵の幾らかはグラント部隊の前衛となり、バウンドブルックの南で大陸軍の哨兵と交戦した。エヴァルトはこれが陽動攻撃だとは知らずにその哨兵を前進基地の大砲が据えられている主要堡塁の近くまで追い返した。日の出までにエヴァルト隊は包囲されかかっていることに気付いたが、折り良くフォン・ドノープの部隊が川向こうに到着し、またコーンウォリス隊の攻撃で大陸軍は基地の放棄を始めていた。この急襲はほとんど完璧だった。堡塁を守っていたペンシルベニアの砲兵は激しい攻撃を受けて、多くの者が戦死するか捕虜になった。フォン・ドノープ大佐はリンカーン将軍が「"en Profond Négligé"（十分に服も着ないで、あるいは裸で）撤退したに違いない」と報告した。リンカーンの書類が押収された。イギリス軍の作戦は初期のエヴァルトが関わった小競り合いで躓いた。またモリスタウンに向かう道路の遮断に派遣された中隊も到着が遅れたので、多くの大陸軍兵がその道を通って逃亡した。イギリス軍は大砲、弾薬および物資を捕獲し、バウンドブルックを略奪したが、その朝遅くにはニューブランズウィックに後退した。

## 戦いの後
大陸軍は即座に反応した。ワシントンはナサニエル・グリーン少将の指揮でバウンドブルックを奪還するために大部隊を派遣した。この部隊がバウンドブルックに到着した時には、イギリス軍は既に退却した後だった。グリーンはその後衛を襲うために分遣隊を派遣した。その部隊はラリタン・ランディング近くでイギリス軍に追いつき、そこで8名を殺し、16名を捕虜にした。
ハウ将軍は、大陸軍兵約30名が戦死し、80ないし90名を捕虜にしたと報告したが、リンカーン将軍はその兵士の60名が戦死または負傷と報告していた。ハウはイギリス兵とドイツ兵には死者が無く、負傷者は7名と報告した。ワシントンは「敵はその日11時には前進基地を失い、わが軍がそこを取り戻した」ことと、自軍の損失は「些細なもので言うほどのこともない」と報告していた。しかしワシントンは35ないし40名が戦死または捕虜になり、大砲3門が失われたとも報告していた。グリーン将軍はその妻に「イギリス軍の将軍が朝食を摂ったのと同じ日に私は同じ家で（夕食を）摂った。」と伝えていた。
ワシントンはこの攻撃がその年の作戦シーズンの早めの開始を告げるものであることを心配し、その軍隊がイギリス軍の大きな行動に対応できる位置にまだ居ないことを悩んでいた。その2週間後、特に大きな動きは無かった後に、大陸軍は「敵は6月初めに戦場に出てくる」ことを知った。
ワシントンはバウンドブルック自体が守るに難しい場所であることを認識した。5月26日には守備隊を引き上げさせ、5月28日にその軍隊の一部をモリスタウンからバウンドブルックより北のミドルブルックに近い新しい防御を施した宿営地に移動させた。そこは第1と第2のワチャング山地の間にあり防御に都合が良かった。その他の部隊はプリンスン近くに駐屯した。ワチャング山地の頂上からはワシントンがイギリス軍の動きを偵察しており、その間に両軍は小競り合いを続けた。両軍共に情報の収集も行い、その勢力と敵の意図の探索に努めた。
6月12日、ハウはニューブランズウィックからかなりの勢力（18,000名以上）を出撃させ、バウンドブルックを通ってサマセットまで進み、明らかにワシントン軍を丘陵部から引き出そうとしていた。ワシントンはハウが軍隊の重い物資を後方に残していることに気付き、騙されず、動こうとはしなかった。ハウは6月19日に突然ピスカタウェイまで後退したので、ワシントンは幾らかの部隊に後を追わせて、ワシントン自身も丘陵部から降りてきた。その1週間後、ハウはワシントン軍分遣隊の1隊を罠に掛けて大陸軍の丘陵部への退路を遮断しようとした。この動きは6月26日のショートヒルズの戦いで撃退された。ハウはこの失敗の後でその軍隊を船に乗せ、南のフィラデルフィアを占領する意図を持ってチェサピーク湾に向けて出港した。
バウンドブルックの戦場跡には標識と解説銘板が置かれている。